# ザヒラ・ザヒル
ザヒラ・ザヒル（Zahira Zahir）は、アフガニスタン出身で、アメリカ合衆国ワシントンのウォーターゲート・ホテルで理髪店『ザヒルサロン』を経営する理容師であり、アフガニスタン女学生支援団体「ザヒル学校の友人たち」の総責任者。ホワイトハウス御用達の理髪師として知られており、43代大統領だったジョージ・W・ブッシュからはZの愛称で呼ばれていた。

## 出生
アフガニスタン下院議長、アフガニスタン国務総理を歴任したアブドル・ザヒルの娘として生まれた。裕福な家庭で不自由の無い生活を送り、外交官と結婚する。1975年、夫が国連本部アフガニスタン副大使に任命されたことを契機に、ニューヨークへ移り住み、この地で美容とファッションの分野に興味を示し、後の理容師としての素地を育んだ。
1979年、ソビエト連邦のアフガン侵攻によって共産党政権が台頭し、父親は逮捕軟禁、歌手活動を行っていた弟アハマド・ザヒルは殺されてしまう。やがて本国からの帰還命令が出されるも、これを拒否し、アメリカへ残留した。亡命生活に入り、国からの給付も途絶えてしまったことから、ザヒルは生活のために独学で技術を習得し、理容師としての仕事を始める。美容室を転々としながら働いていたが、1985年、アフガニスタンからの亡命者がコミュニティを形成していたワシントンへ移った。
その後、シェラトン・カールトン・ホテルの理容室で働き始め、ミルトン・ピッツに師事する。ピッツはリチャード・ニクソン、ジェラルド・R・フォード、ロナルド・レーガンなど、数々のアメリカ合衆国大統領の理美容を担当していた理容師で、ほどなくしてザヒルはそのアシスタントとしてレーガン夫妻のネイルケアを行うこととなった。やがて、ピッツに代わり、主担当としてホワイトハウス初の女性理髪師として大統領を含めた多数の高官の整髪を担当するようになった。